# Paraphlaeobida gracilis
Paraphlaeobida gracilis är en insektsart som beskrevs av Willemse, C. 1951. Paraphlaeobida gracilis ingår i släktet Paraphlaeobida och familjen gräshoppor. Inga underarter finns listade i Catalogue of Life.